# Dactylocythere amicula
Dactylocythere amicula är en kräftdjursart som beskrevs av C. W. Hart och D. G. Hart 1966. Dactylocythere amicula ingår i släktet Dactylocythere och familjen Entocytheridae. Inga underarter finns listade i Catalogue of Life.